# Mónica Álvaro Cerezo
Mónica Álvaro Cerezo (Villarreal, 29 de diciembre de 1975) es una política y periodista española, de origen valenciano. 
Diputada a las Cortes Valencianas por la Coalición Compromís.

## Biografía
Licenciada en Ciencias de la Información, periodismo por la Universidad Complutense de Madrid en 1999 y máster en Prevención de Riesgos Laborales en las especialidades de Seguridad y Ergonomía. Álvaro se incorpora al mundo laboral en una empresa azulejera como responsable de compras, medio ambiente y personal para solo terminar la carrera.

## Actividad política
En 2007 deja el trabajo para incorporarse como asesora del Grupo Municipal del Bloc en el Ayuntamiento de Villarreal, partido político donde milita desde 1999. En 2011 resulta elegida concejala en el ayuntamiento y asume la gestión de las áreas de Servicios Sociales y Mujer en el gobierno de Villarreal, en coalición con el PSPV. Dentro del BLOC, Álvaro es miembro de la Ejecutiva Nacional y Consejera Nacional, ya Compromiso, coalición donde se integra el BLOC, también es Consejera Nacional.
Mónica Álvaro formó parte de las listas de Compromís en las elecciones a las Cortes Valencianas de 2015 resultante elegida diputada por la circunscripción de Castellón.
En la actualidad es portavoz adjunta de Compromís, y pertenece a las siguientes comisiones:
- Comisión de Sanidad y Consumo.[3]
- Comisión de Política Social y Empleo
- Comisión de Radiotelevisión Valenciana y del Espacio Audiovisual.[4]
- Comisión de Asuntos Europeos
- Comisión de investigación para el estudio del proceso de adjudicación de las plazas de residencias de accesibilidad para las personas dependientes, en concreto en los centros del grupo Savia
- Comisión especial de estudio respecto a la realización de un trabajo integral para la erradicación de las violencias de género en la Comunidad Valenciana (Subcomisión de la Comisión de Políticas de Igualdad de Género y del Colectivo LGTBI)

Es miembro de la corriente interna del BLOC, Bloq y País, siendo presidenta de la Mesa de la Asamblea Nacional.